# Ferdinand Reisinger (Theologe)

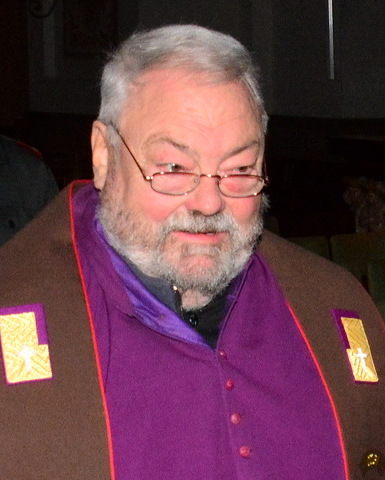

Ferdinand Reisinger CanReg (* 24. Juli 1946 in Mauthausen; † 21. Februar 2024) war ein österreichischer römisch-katholischer Priester und Theologe.

## Biografie
Reisinger trat nach der Matura 1964 am Kollegium Aloisianum  in das Stift Sankt Florian am 27. August 1964 ein und legte die feierliche Profess am 28. August 1968 ab. Er studierte an der Universität Salzburg Philosophie, Theologie, Geschichte und Politikwissenschaft. Nach der Priesterweihe am 9. Juli 1970 promovierte er 1976 Sub auspiciis und erhielt 1977 die Talentförderungsprämie für Wissenschaft des Landes Oberösterreich. Es folgten viele weitere Auszeichnungen, wie 2004 die Kulturmedaille des Landes Oberösterreich, 2006 der Landeskulturpreis für Geisteswissenschaften sowie 2013 das Goldene Ehrenzeichen des Landes Oberösterreich und am 22. Juli 2016 das Ehrenkreuz für Wissenschaft und Kunst der Republik Österreich überreichte. Anlässlich seines 50-jährigen Priesterjubiläums im Jahr 2020 wurde er von Oberösterreichischen Landesfeuerwehrverband für seine Tätigkeit als Landesfeuerwehrkurat mit der höchsten Auszeichnung der Großen Florian-Ehrenmedaille in Silber geehrt.
Ab 1978 lehrte er Gesellschaftslehre und philosophischFile:Ferdinand Reisinger CanReg (cropped).jpge Gegenwartsfragen an der KU Linz und unterrichtete zusätzlich an der Pädagogischen Akademie und der Religionspädagogischen Akademie der Diözese Linz. 1983 wurde er als ao. Professor für Gesellschaftslehre und Pastoralsoziologie an die Katholisch-Theologische Privatuniversität Linz berufen und 1994 zum ordentlichen Professor ernannt.
Von 1986 bis 2004 und von 2005 bis 2011 war er Stiftsdechant von St. Florian. Nach der Emeritierung 2011 war er Pfarrer in Hargelsberg. Bis 2020 war er außerdem Landesfeuerwehrkurat und ab 2013 Dechant des Dekanates Enns-Lorch.
Er war Mitglied der Klasse 8 (Weltreligionen) der Academia Scientiarum et Artium Europaea. Seine Forschungsschwerpunkte waren Kirche und Politik, Kirche und Wirtschaft, theologische Ökonomiekritik, Ordenssoziologie und Kunst (und ihr Konnex zu Theologie bzw. Politik).

## Schriften (Auswahl)
- Der Tod im marxistischen Denken heute. Schaff, Kolakowski, Machovec, Prucha (= Gesellschaft und Theologie. Abteilung Systematische Beiträge. Band 23). Kaiser, München 1977, ISBN 3459011181 (zugleich Dissertation, Salzburg 1976).
- als Herausgeber mit Ernst Feil: Menschsein in der Gesellschaft. Christliche Fundamente und Perspektiven (= Linzer philosophisch-theologische Reihe. Band 17). OLV-Buchverlag, Linz 1983, ISBN 385214390X.
- als Herausgeber mit Günter Rombold: Marxismus und Christentum (= Linzer philosophisch-theologische Reihe. Band 18). OLV-Buchverlag, Linz 1983, ISBN 3852143896.
- Mutig gegen den Strom der Zeit. Politische Heilige. Veritas-Verlag, Linz/Wien 1983, ISBN 3-85329-388-3.
- als Herausgeber mit Gertraud Putz, Herbert Dachs und Franz Horner: Politik und christliche Verantwortung. Festschrift für Franz-Martin Schmölz (= Veröffentlichungen des Internationalen Forschungszentrums für Grundfragen der Wissenschaften. N.F.. Band 18). OLV-Buchverlag, Linz 1983, ISBN 3-7022-1849-1.
- Hans Fronius und Oberösterreich. Eine Ausstellung und eine Aufarbeitung zum 10. Todestag des Künstlers. Vom April bis Oktober 1998, Augustiner Chorherrenstift St. Florian. Bibliothek der Provinz, Sankt Florian 1998, ISBN 3852522625.
- Hans Fronius: Stationen am Weg. Der Kreuzweg in Thörl. Bibliothek der Provinz, Weitra 2001, ISBN 3-85252-393-1.
- Hans Fronius: Theaterzeichnungen. Anlässlich der Ausstellungen Hans Fronius: Theaterzeichnungen in der Landesgalerie am Oberösterreichischen Landesmuseum und im Stift St. Florian vom 6. November 2003 bis 6. Jänner 2004 (= Kataloge der Oberösterreichischen Landesmuseen. N.S.. Band 5). Bibliothek der Provinz, Weitra 2003, ISBN 3-85474-110-3.